# Colastinus tayi
Colastinus tayi är en stekelart som beskrevs av Sergey A. Belokobylskij 1992. Colastinus tayi ingår i släktet Colastinus och familjen bracksteklar. Inga underarter finns listade i Catalogue of Life.